# Saundby
 (janvier 2024).
Saundby est un village du Nottinghamshire, en Angleterre.